# Hannah Adams
Hannah Adams (Medfield, 2 de outubro de 1755 - Brookline, 15 de dezembro de 1831) foi uma historiadora estadunidense, pioneira na área da religião comparada; e também a primeira mulher escritora profissional a receber remuneração nos Estados Unidos.

## Biografia

### Vida pessoal
Nasceu no dia 2 de outubro de 1755, em Medfield, como filha de Elizabeth Clark Adams e Thomas Adams. Quando criança, devido às condições financeiras de sua família, não pôde frequentar a escola, e, por conta própria, praticava a leitura e frequentava bibliotecas; e através de alguns alunos que seu pai era tutor, aprendeu latim, grego, geografia e lógica. Ao ler o livro de Thomas Broughton publicado em 1742, chamado An Historical Dictionary of All Religions from the Creation of the World to This Perfect Time (em português: Um dicionário histórico de todas as religiões, desde a criação do mundo até esta época perfeita), Adams se interessou pelo tema e passou a consultar outros livros relacionados; e insatisfeita pela intolerância e pelos desconexos entre os livros consultados, decidiu iniciar um compilado imparcial sobre as religiões. Durante as pesquisas para a sua terceira obra, Adams sofreu com problemas de visão, e precisou da ajuda de uma amanuense. Passou por tratamento de lavagem ocular e obteve a cura. Aos 70 anos, passou a vender seus próprios livros para seu sustento, e recebia uma ajuda anual de 100 dólares de seus amigos e admiradores. Faleceu na casa de amigos em Brookline, no dia 15 de dezembro de 1831; e foi sepultada no Cemitério de Mount Auburn.

### Carreira
Adams iniciou sua carreira literária publicando, em 1784, sua primeira e grande obra An Alphabetical Compendium of the Various Sects Which Have Appeared from the Beginning of the Christian Era to the Present Day (em português: Um compêndio alfabético das várias seitas que surgiram desde o início da era cristã até os dias atuais). A primeira edição do livro se esgotou, e o lucro ficou para a editora. Não concordando com essa prática das editoras, Adams lutou para que o governo criasse uma lei que assegurasse aos autores o direito de cópia de suas publicações; e a Lei de Direitos Autorais dos Estados Unidos foi estabelecida em 1790. Em 1791, publicou uma segunda edição, chamada A View of Religions; para a publicação desta obra, Adams obteve a ajuda do reverendo James Freeman, e arrecadou um pequeno lucro com as vendas. Na sua terceira obra, A Summary History of New England, publicada em 1799, Adams precisou arcar com a maior parte dos custos de impressão, ocasionando a redução na arrecadação dos lucros. Apesar da disputa judicial que ocorreu no período da publicação da edição escolar, Adams continuou publicando suas obras. Após sua morte, um amigo publicou, em 1832, um livro de memórias de Adams, chamado Memoirs of Miss Hannah Adams. 

### Disputa judicial
Adams acusou os clérigos Jedidiah Morse e Parish de roubar seu trabalho de edição escolar; os clérigos responderam através de um panfleto, negando o ocorrido e informando que desconheciam o trabalho de Adams. Em 11 de maio de 1809, o conselho de Boston, composto por três árbitros, declarou causa ganha para Adams e que os clérigos precisavam pagar um valor de compensação. Nenhum acordo foi feito e Adams não recebeu a compensação. 

## Obras
- 1784 - An Alphabetical Compendium of the Various Sects Which Have Appeared from the Beginning of the Christian Era to the Present Day.[1]
- 1791 - A View of Religions.[1]
- 1799 - A Summary History of New England.[1]
- 1801 - An Abridgment of the History of New England. (edição escolar)[1]
- 1804 - The Truth and Excellence of the Christian Religion Exhibited.[1]
- 1812 - History of the Jews.[1]
- 1817 - A Dictionary of All Religions and Religious Denominations.[1]
- 1824 - Letters on the Gospels.[1]
- 1832 - Memoirs of Miss Hannah Adams (pós morte).[2][3]